# Oświata we Włocławku
We Włocławku istnieje sieć szkół publicznych oraz niepublicznych.

## Uczelnie

### Publiczne
| Nazwa:                                                                                       | Zdjęcie | Data powstania:  | Adres:                      |
| -------------------------------------------------------------------------------------------- | ------- | ---------------- | --------------------------- |
| Państwowa Wyższa Szkoła Zawodowa                                                             |         | 1 lutego 2002    | Rektorat przy ul. 3 Maja 17 |
| Uniwersytet Mikołaja Kopernika w Toruniu – Wyższe Seminarium Duchowne (Oddział we Włocławku) |         | 16 sierpnia 1569 | ul. Karnkowskiego 3         |

### Niepubliczne
| Nazwa:                                                          | Zdjęcie | Data powstania: | Adres:          |
| --------------------------------------------------------------- | ------- | --------------- | --------------- |
| Kujawska Szkoła Wyższa we Włocławku                             |         | 1995            | pl. Wolności 1  |
| Wyższa Szkoła Techniki i Przedsiębiorczości                     |         |                 | ul. Łęgska 20   |
| Wyższa Szkoła Informatyki i Umiejętności (Oddział we Włocławku) |         |                 | ul. Chmielna 24 |

## Szkoły ponadgimnazjalne

### Publiczne
| Nazwa:                                                                                                   | Zdjęcie | Data powstania: | Adres:                                          |
| --- | ------- | --------------- | ----------------------------------------------- |
| I Liceum Ogólnokształcące im. Ziemi Kujawskiej                                                           |         | 1900            | ul. Mickiewicza 6                               |
| II Liceum Ogólnokształcące im. Mikołaja Kopernika                                                        |         | 1 września 1959 | ul. Urocza 3                                    |
| III Liceum Ogólnokształcące im. Marii Konopnickiej                                                       |         | 9 czerwca 1918  | ul. Bechiego 1                                  |
| IV Liceum Ogólnokształcące im. Krzysztofa Kamila Baczyńskiego (Zespół Szkół nr 4)                        |         |                 | ul. Kaliska 108                                 |
| Zespół Szkół Elektrycznych                                                                               |         | 1974            | ul. Toruńska 77/83                              |
| Zespół Szkół Budowlanych                                                                                 |         | 1 sierpnia 1958 | ul. Nowomiejska 25                              |
| Zespół Szkół Technicznych                                                                                |         | 1920            | ul. Ogniowa 2                                   |
| Zespół Szkół Samochodowych im. Tadeusza Kościuszki                                                       |         | 1 września 1974 | ul. Leśna 1A                                    |
| Zespół Szkół Ekonomicznych                                                                               |         | 1 lipca 1919    | ul. Bukowa 38/40                                |
| Zespół Szkół Chemicznych im. Marii Skłodowskiej-Curie                                                    |         |                 | ul. Bulwary im. Marszałka Józefa Piłsudskiego 4 |
| Zespół Szkół Muzycznych im. Czesława Niemena                                                             |         | 1948            | ul. Wiejska 29                                  |
| Publiczne Liceum Ogólnokształcące im. ks. Jana Długosza (Zespół Szkół Katolickich im. ks. Jana Długosza) |         | 1916            | ul. Łęgska 26                                   |

### Niepubliczne
| Nazwa:                                                                                | Zdjęcie | Data powstania: | Adres:             |
| ------------------------------------------------------------------------------------- | ------- | --------------- | ------------------ |
| Liceum Sztuk Plastycznych (wcześniej Prywatna Ogólnokształcąca Szkoła Sztuk Pięknych) |         | 1991            | ul. Zapiecek 4     |
| Prywatne Liceum Ogólnokształcące Mistrzostwa Sportowego „LIDER”                       |         |                 | ul. Słowackiego 4A |

## Gimnazja

### Publiczne
| Nazwa:                                                                        | Zdjęcie | Data powstania: | Adres:                  |
| ----------------------------------------------------------------------------- | ------- | --------------- | ----------------------- |
| Gimnazjum (Zespół Szkół nr 3)                                                 |         |                 | ul. Nowomiejska 21      |
| Gimnazjum nr 1 im. Konstantego Ildefonsa Gałczyńskiego (Zespół Szkół nr 7)    |         | 1 września 1999 | ul. Gniazdowskiego 7    |
| Gimnazjum nr 2 im. ks. Jerzego Popiełuszki                                    |         |                 | ul. Żytnia 47           |
| Gimnazjum nr 3 im. Polskich Noblistów (Zespół Szkół nr 9)                     |         | 1 września 1999 | ul. Promienna 15        |
| Gimnazjum nr 4 im. Organizacji Narodów Zjednoczonych                          |         |                 | ul. Wyspiańskiego 3     |
| Gimnazjum nr 5 im. Tadeusza Zawadzkiego „Zośki” (Zespół Szkół Integracyjnych) |         |                 | ul. Wieniecka 46        |
| Gimnazjum nr 7 im. Krzysztofa Kamila Baczyńskiego (Zespół Szkół nr 4)         |         |                 | ul. Kaliska 108         |
| Gimnazjum nr 8 im. Obrońców Wisły 1920 roku (Zespół Szkół nr 8)               |         | 1999            | ul. Willowa 8           |
| Gimnazjum nr 9 im. Oskara Kolberga                                            |         |                 | ul. Wojska Polskiego 27 |
| Gimnazjum nr 12 im. Karola Wojtyły                                            |         |                 | ul. Szkolna 13          |
| Gimnazjum nr 14 im. Jana Pawła II                                             |         | 1999            | ul. Leśna 27            |
| Gimnazjum im. ks. Jana Długosza (Zespół Szkół Katolickich)                    |         |                 | ul. Łęgska 26           |

### Niepubliczne
| Nazwa:                                                                          | Zdjęcie | Data powstania: | Adres:             |
| ------------------------------------------------------------------------------- | ------- | --------------- | ------------------ |
| Prywatne Gimnazjum Plastyczne (Prywatna Ogólnokształcąca Szkoła Sztuk Pięknych) |         |                 | ul. Zapiecek 4     |
| Prywatne Gimnazjum Mistrzostwa Sportowego „LIDER”                               |         |                 | ul. Słowackiego 4A |
| Prywatne Gimnazjum „WIEDZA” (Zespół Edukacji „WIEDZA”)                          |         |                 | ul. Urocza 3       |

## Szkoły podstawowe

### Publiczne
| Nazwa:                                                                           | Zdjęcie | Data powstania: | Adres:               |
| -------------------------------------------------------------------------------- | ------- | --------------- | -------------------- |
| Szkoła Podstawowa (Zespół Szkół nr 3)                                            |         |                 | ul. Nowomiejska 21   |
| Szkoła Podstawowa nr 2                                                           |         |                 | ul. Żytnia 47        |
| Szkoła Podstawowa nr 3 im. Mikołaja Kopernika                                    |         | 1952            | ul. Cyganka 6/10     |
| Szkoła Podstawowa nr 5 im. Szarych Szeregów (Zespół Szkół Integracyjnych)        |         |                 | ul. Wieniecka 46     |
| Szkoła Podstawowa nr 7 im. Henryka Sienkiewicza (Zespół Szkół nr 7)              |         | 1 września 1963 | ul. Gniazdowskiego 7 |
| Szkoła Podstawowa nr 8 im. 3 Warszawskiego Pułku Pontonowego (Zespół Szkół nr 8) |         | 1948            | ul. Willowa 8        |
| Szkoła Podstawowa nr 10 im. 2 Armii Wojska Polskiego                             |         |                 | ul. Starodębska 21B  |
| Szkoła Podstawowa nr 11 im. Teofila Lenartowicza (Zespół Szkół nr 11)            |         | 1954            | ul. Papieżka 89      |
| Szkoła Podstawowa nr 12 im. Władysława Broniewskiego                             |         |                 | ul. Wiejska 29       |
| Szkoła Podstawowa nr 14 im. Marszałka Józefa Piłsudskiego                        |         | 1 września 1966 | ul. Bukowa 9         |
| Szkoła Podstawowa nr 18 im. I Batalionu Morskiego                                |         |                 | ul. Hutnicza 5       |
| Szkoła Podstawowa nr 19                                                          |         |                 | ul. Szkolna 13       |
| Szkoła Podstawowa nr 20 im. mjra Henryka Sucharskiego                            |         |                 | ul. Gałczyńskiego 9A |
| Szkoła Podstawowa nr 22 im. Janusza Korczaka (Zespół Szkół nr 9)                 |         | 2 września 1985 | ul. Promienna 15     |
| Szkoła Podstawowa nr 23 im. Kardynała Stefana Wyszyńskiego                       |         |                 | ul. Wyspiańskiego 3  |
| Szkoła Podstawowa im. ks. Jana Długosza (Zespół Szkół Katolickich)               |         |                 | ul. Łęgska 26        |

### Niepubliczne
| Nazwa:                                                         | Zdjęcie | Data powstania: | Adres:       |
| -------------------------------------------------------------- | ------- | --------------- | ------------ |
| Prywatna Szkoła Podstawowa „WIEDZA” (Zespół Edukacji „WIEDZA”) |         | 1997            | ul. Urocza 3 |